# Leylane Castro
Leylane de Castro dos Santos Moura (Recife, 7 de março de 1994) é uma atleta paralímpica brasileira.

## Biografia e carreira
Leylane é natural de Recife, Pernambuco. Ela tem encefalopatia crônica , causada por uma queda de uma escada, quando ela teve uma parada cardiorrespiratória. Depois do acidente, desenvolveu sequelas motoras, na fala e na coordenação. A pernambucana começou no esporte paralímpico como forma de tratamento para melhorar sua coordenação e postura. A princípio, iniciou na bocha atlética, porém não se adaptou, e acabou migrando para o atletismo.
Nos Jogos Parapan-Americanos de 2019, em Lima, no Peru, Leylane foi prata no peso na classe F33. Em junho de 2021, estabeleceu um novo recorde das Américas na prova do arremesso de peso F33 com a marca de 5,69 metros. A marca anterior era da própria atleta com 5,44 metros. Ela também bateu o recorde das Américas no lançamento de dardo, com 8,91 metros.
Leylane fez sua estreia em Jogos Paralímpicos em Tóquio 2020. Representou o Brasil no arremesso de peso F33, porém não obteve medalha.
Em outubro de 2022, durante o Open de atletismo paralímpico de Lima, Leylane conquistou a medalha de ouro no arremesso de peso feminino classe F33.